# Entartete Reaktion
Als entartete Reaktion oder auch degenerierte Reaktion bezeichnet man eine chemische Umsetzung, bei der Ausgangsstoffe und Produkte ununterscheidbar sind.
Eine allgemeine Reaktionsgleichung für eine entartete Substitutionsreaktion lautet: A-X + A → A + A-X. Die beiden Atome A sind individuell verschieden, gehören jedoch zum gleichen Element.
Beispiele:
- Hydrogenaustausch bei hoher Temperatur: H2 + H → H + H2
- entartete Cope-Umlagerung von 1,5-Hexadien[2]
- bei der Malonestersynthese wird bei Verwendung von Malonsäurediethylester als Base Natriumethanolat eingesetzt. Als Nebenreaktion werden daher im Sinne einer Umesterung die nicht unterscheidbaren Ethanolatgruppen schnell ausgetauscht.